# アワーミー国民党
アワーミー国民党（パシュトー語: ملي عوامي ګوند、ウルドゥー語: عوامی نيشنل پارٹی、英語: Awami National Party、略称ANP）は、パキスタンの政党。アワーミー民族党、アワミ民族党、アワミ国民党などと表記される場合もある。
1986年、ワリー・ハーンらによってパシュトゥーン民族主義を掲げる政党として旗揚げした。ワリー・ハーンはインド独立運動においてインド国民会議派やマハトマ・ガンディーの非暴力・不服従路線を支持し、また統一インドの形成を求めて印パ分離に強く反対したアブドゥル・ガッファール・ハーン（バッチャ・ハーンとしても知られる）の息子であり、同党も父の路線を引き継いで政教分離を明確にしている。
経済政策は民主社会主義で、政策が近いパキスタン人民党とは左翼系地域政党の色彩が強い政党として地域的に相互補完関係にあるため協力することも多く、たびたび連立政権を組んできた。

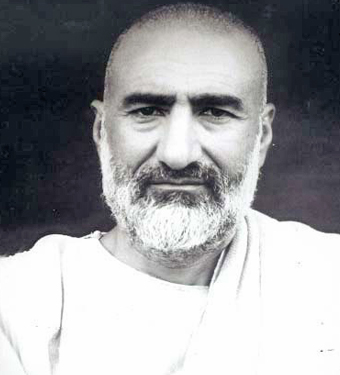
党の基礎理念を形成したバッチャ・ハーン（1890-1988）

現在の党首はアスファンデャル・ワリー・ハーン（ワリー･ハーンの息子、バッチャ・ハーンの孫。ただしアワーミー国民党は党首の4年任期を厳格に守っており、バッチャ・ハーンの一族だけが党首となってきたわけではない）。主な地盤はカイバル・パクトゥンクワ州とバローチスターン州のパシュトゥーン人（一部カラチなどのパシュトー語コミュニティも含む）で、イスラーム主義の統一行動評議会とは真正面から競合する。このため、しばしばテロ組織パキスタン・ターリバーン運動の標的にされ、2013年のパキスタン下院総選挙では自爆テロなどの攻撃にさらされるなか党の汚職体質や経済無策を批判されたパキスタン人民党と連立してきたこともあり、惨敗した。しかしなお上院では有力な勢力となっている。